# Ubon Kruanapat FC
Der Ubon Kruanapat Football Club (thailändisch สโมสรฟุตบอลอุบล ครัวนภัส) ist ein thailändischer Fußballverein aus Ubon Ratchathani, der in der Thai League 3 (North/Eastern Region), der dritthöchsten thailändischen Spielklasse, spielt.

## Vereinsgeschichte
Ubon Kruanapat FC, auch bekannt als The Tigers (พยัคฆ์ร้ายแห่งแม่น้ำมูล) wurde 2010 als Ubon Tiger FC gegründet. 2012 wurde der Verein in Ubon Ratchathani FC umbenannt. Ein Jahr später erfolgte die Umbenennung in Ubon UMT FC. 2015 wurde der Verein wieder in Ubon Ratchathani FC umbenannt. Seit Gründung des Vereins spielt der Verein drittklassig. Von 2010 bis 2016 spielte der Verein in der Regional League Division 2, Region North/East. Seit der Ligareform im Jahr 2017 spielt der Verein in der Thai League 3. Hier spielt der Verein in der Upper-Region. 2020 erfolgte eine erneute Umbenennung in Ubon Kruanapat FC.

### Namenshistorie
| von  | bis   | Vereinsname         |
| ---- | ----- | ------------------- |
| 2010 | 2011  | Ubon Tiger FC       |
| 2012 | 2012  | Ubon Ratchathani FC |
| 2013 | 2014  | Ubon UMT FC         |
| 2015 | 2019  | Ubon Ratchathani FC |
| 2020 | heute | Ubon Kruanapat FC   |

## Stadion
Der Verein trägt seine Heimspiele im Ubon Rachathani Sports School Stadium (Sunee Stadion) in Ubon Ratchathani aus. Das Mehrzweckstadion hat ein Fassungsvermögen von 2000 Zuschauern. Eigentümer des Stadions ist die Ubon Rachathani Sports School.

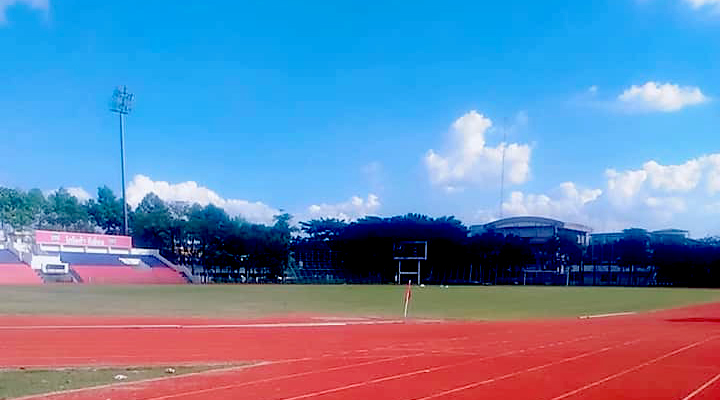
Ubon Rachathani Sports School Stadium

### Spielstätten
| Saison     | Stadion                                                | Standort                                   | Kapazität | Eigentümer                     | Koordinaten                      |
| ---------- | ------------------------------------------------------ | ------------------------------------------ | --------- | ------------------------------ | -------------------------------- |
| 2010       | Ubon Ratchathani Sports School Stadium (Sunee Stadium) | Ubon Ratchathani, Provinz Ubon Ratchathani | 2000      | Ubon Ratchathani Sports School | 15° 15′ 6,5″ N, 104° 50′ 52,7″ O |
| 2011       | Ubon Ratchathani University Stadium                    | Ubon Ratchathani, Provinz Ubon Ratchathani | 2000      | Ubon Ratchathani Universität   | 15° 7′ 35,7″ N, 104° 55′ 2,5″ O  |
| 2012–2016  | Ubon Ratchathani Sports School Stadium (Sunee Stadium) | Ubon Ratchathani, Provinz Ubon Ratchathani | 2000      | Ubon Ratchathani Sports School | 15° 15′ 6,5″ N, 104° 50′ 52,7″ O |
| 2017       | Ubon Ratchathani University Stadium                    | Ubon Ratchathani, Provinz Ubon Ratchathani | 2000      | Ubon Ratchathani Universität   | 15° 7′ 35,7″ N, 104° 55′ 2,5″ O  |
| 2017-heute | Ubon Ratchathani Sports School Stadium (Sunee Stadium) | Ubon Ratchathani, Provinz Ubon Ratchathani | 2000      | Ubon Ratchathani Sports School | 15° 15′ 6,5″ N, 104° 50′ 52,7″ O |

## Vereinserfolge
- Regional League Division 2 – North/East

2014 – Meister
2016 – 2. Platz

## Aktueller Kader
Stand: 1. Februar 2025
| Nr. |          | Position | Name                    |
| --- | -------- | -------- | ----------------------- |
| 1   | Thailand | TW       | Ratchanasak Buarapha    |
| 2   | Thailand | AB       | Kittipoom Bunsong       |
| 3   | Thailand | AB       | Issarapap Saenthep      |
| 5   | Thailand | MF       | Chatchawan Thipluecha   |
| 6   | Thailand | MF       | Wanchaiya Charoenloi    |
| 7   | Thailand | ST       | Phongchana Kongkirit    |
| 8   | Thailand | MF       | Terdsak Samat           |
| 9   | Thailand | ST       | Arnon Buspha            |
| 10  | Thailand | ST       | Thapoppon Butkaew       |
| 13  | Thailand | ST       | Panuwat Boonpakdee      |
| 14  | Thailand | ST       | Thakdanai Phamchungkung |
| 15  | Thailand | AB       | Phiraphon Thongluan     |
| 16  | Thailand | ST       | Yutthaphum Noosalung    |
| 18  | Thailand | AB       | Puripat Wongchana       |
| 19  | Thailand | MF       | Wisanu Choedchu         |

| Nr. |           | Position | Name                   |
| --- | --------- | -------- | ---------------------- |
| 20  | Thailand  | AB       | Pongsapak Kosalanon    |
| 21  | Thailand  | ST       | Dechawat Boonsan       |
| 22  | Thailand  | TW       | Nawin Tanaluthai       |
| 23  | Thailand  | TW       | Sirisak Kaewko         |
| 24  | Thailand  | AB       | Nuttapong Deeduaychat  |
| 25  | Thailand  | MF       | Nonthawat Latda        |
| 26  | Thailand  | AB       | Watthana Thongkham     |
| 27  | Thailand  | MF       | Thanaphat Wutcharasil  |
| 30  | Kamerun   | AB       | Boris Mbongo'O II Aime |
| 31  | Korea Sud | ST       | Choi Min-suk           |
| 32  | Thailand  | MF       | Peeradon Ninwichian    |
| 33  | Thailand  | AB       | Wiwitchai U-Kham       |
| 35  | Thailand  | MF       | Jiranuwat Sawantranon  |
| 36  | Thailand  | AB       | Dennis Buschening      |

## Trainer
| Name            | Zeit bei Ubon Ratchathani FC | Zeit bei Ubon Ratchathani FC |
| Name            | von                          | bis                          |
| --------------- | ---------------------------- | ---------------------------- |
| Supparat Moolto | 2019                         | heute                        |

## Saisonplatzierung
| Saison              | Liga                                    | Liga          | Liga          | Liga          | Liga          | Liga          | Liga          | Liga          | Liga          | Pokal         | Pokal                  | Pokal         |
| Saison              | Liga                                    | Level         | Spiele        | S             | U             | N             | Tore          | Punkte        | Position      | FA Cup        | League Cup             | T3 Cup        |
| Ubon Tiger FC       | Ubon Tiger FC                           | Ubon Tiger FC | Ubon Tiger FC | Ubon Tiger FC | Ubon Tiger FC | Ubon Tiger FC | Ubon Tiger FC | Ubon Tiger FC | Ubon Tiger FC | Ubon Tiger FC | Ubon Tiger FC          | Ubon Tiger FC |
| ------------------- | --------------------------------------- | ------------- | ------------- | ------------- | ------------- | ------------- | ------------- | ------------- | ------------- | ------------- | ---------------------- | ------------- |
| 2010                | Regional League Division 2 – North/East | 3             | 30            | 8             | 5             | 17            | 28:47         | 29            | 14.           | –             | Qualifikationsrunde    |               |
| 2011                | Regional League Division 2 – North/East | 3             | 30            | 3             | 9             | 18            | 30:64         | 18            | 15.           | –             | 1. Qualifikationsrunde |               |
| Ubon Ratchathani FC |                                         |               |               |               |               |               |               |               |               |               |                        |               |
| 2012                | Regional League Division 2 – North/East | 3             | 30            | 2             | 11            | 17            | 23:55         | 17            | 16.           | –             | 1. Qualifikationsrunde |               |
| Ubon UMT FC         |                                         |               |               |               |               |               |               |               |               |               |                        |               |
| 2013                | Regional League Division 2 – North/East | 3             | 30            | 14            | 9             | 7             | 41:29         | 51            | 3.            | –             | –                      |               |
| 2014                | Regional League Division 2 – North/East | 3             | 26            | 19            | 5             | 2             | 84:23         | 62            | 1.            | –             | 1. Runde               |               |
| Ubon Ratchathani FC |                                         |               |               |               |               |               |               |               |               |               |                        |               |
| 2015                | Regional League Division 2 – North/East | 3             | 34            | 15            | 12            | 7             | 52:36         | 57            | 7.            | –             | –                      |               |
| 2016                | Regional League Division 2 – North/East | 3             | 26            | 15            | 8             | 3             | 47:28         | 53            | 2.            | –             | 1. Qualifikationsrunde |               |
| 2017                | Thai League 3 – Upper                   | 3             | 26            | 6             | 8             | 12            | 36:47         | 26            | 13.           | –             | –                      |               |
| 2018                | Thai League 3 – Upper                   | 3             | 26            | 9             | 5             | 12            | 29:39         | 32            | 6.            | –             | –                      |               |
| 2019                | Thai League 3 – Upper                   | 3             | 24            | 8             | 6             | 10            | 23:35         | 30            | 7.            | –             | 2. Qualifikationsrunde |               |
| Ubon Kruanapat FC   |                                         |               |               |               |               |               |               |               |               |               |                        |               |
| 2020                | Thai League 3 – Upper                   | 3             | 2             | 0             | 1             | 1             | 0:1           | 1             | 9.            |               |                        |               |
| 2020/21             | Thai League 3 – North/East              | 3             | 15            | 8             | 3             | 4             | 25:21         | 27            | 4.            | –             | –                      |               |
| 2021/22             | Thai League 3 – North/East              | 3             | 24            | 13            | 3             | 8             | 45:25         | 42            | 4.            | –             | –                      |               |
| 2022/23             | Thai League 3 – North/East              | 3             | 24            | 11            | 5             | 8             | 35:30         | 38            | 5.            | –             | 1. Qualifikationsrunde |               |
| 2023/24             | Thai League 3 – North/East              | 3             | 24            | 11            | 7             | 6             | 42:21         | 40            | 6.            | –             | –                      | 1. Runde      |
| 2024/25             | Thai League 3 – North/East              | 3             | 20            | 10            | 3             | 7             | 31:20         | 33            | 4.            | –             | 2. Qualifikationsrunde | Gruppenphase  |

| Abbruch nach dem zweiten Spieltag aufgrund der COVID-19-Pandemie |

## Beste Torschützen seit 2010
| Saison  | Name                       | Tore |
| ------- | -------------------------- | ---- |
| 2010    | Surasak Thongkae           | 8    |
| 2011    | Christian Fokou            | 11   |
| 2012    |                            |      |
| 2013    | David Srangnanaok          |      |
| 2014    | Elvis Job                  | 25   |
| 2015    | Kim Ji-hun                 | 18   |
| 2016    | Bouba Abbo                 | 12   |
| 2017    | Bouba Abbo                 | 10   |
| 2018    | Bouba Abbo Ahmed Abdalazen | 6    |
| 2019    | Natthaphol Thaptanon       | 7    |
| 2020/21 | Saran Srideth              | 8    |
| 2021/22 | Oscar Plape                | 13   |
| 2022/23 |                            |      |

## Sponsoren
| Jahr | Ausrüster  | Trikotsponsor        |
| ---- | ---------- | -------------------- |
| 2015 | Eureka     | Toyota Deeyiam / Leo |
| 2016 | Warrix     | Toyota Deeyiam       |
| 2017 | Orca Sport | Toyota Deeyiam       |
| 2018 | Orca Sport | Toyota Deeyiam       |
| 2019 | MEGA       | LEO / Krua Napat     |
| 2020 |            |                      |